# 岩田やすてる
岩田 やすてる（いわた やすてる、本名：岩田康照、1971年3月26日 -）は、日本の漫画家。兵庫県出身。血液型A型。
1990年、「陽のあたる場所へ-NO TIME TO CRY」で第39回（1990年上期）手塚賞佳作受賞。『週刊少年ジャンプ』でデビューした後、青年誌へ移動して活躍。代表作に「球魂（きゅうこん）」「ザ・ファンドマネージャー」など。

## 作品一覧
- 神光援団紳士録：集英社ジャンプコミックス全2巻（岩田康照名義）
- MAD JAM：小学館ヤングサンデーコミックス全2巻
- 球魂：小学館ヤングサンデーコミックス全16巻
- 極リーマン：小学館ヤングサンデーコミックス全3巻
- ニッポン元気者列伝：小学館ビッグコミックス全1巻（原作：イタバシマサヒロ）
- キイチ DA GOAL!!!：講談社少年マガジンKC全2巻
- NADESI〜いだてん百里〜：リイド社SPコミックス全1巻（原作：山田風太郎）
- ザ・ファンドマネージャー：集英社ジャンプコミックスデラックス全3巻（原作：周良貨）
- プリンシパル 諭吉の学校：集英社ジャンプコミックスデラックス全2巻（原作：鍋田吉郎）
- アタラクシア～戦国転生記～：アース・スターコミックス全1巻
- さらば薄毛、最強の自毛復活プロジェクト! 人気皮膚科医がマンガで解説!(「著者:荒波暁彦」)
- 2016への挑戦
- マンガでわかる永続敗戦論(「原作:白井聡」)
- 啓け！–被災地へ命の道をつなげ–
- 週刊マンガ日本史 大塩平八郎(「監修:河合敦、山口正」「原作・シナリオ:長谷基弘」)
- 小学館版 学習まんが はじめての日本の歴史 (11) 黒船がやってきた(「総監修:山本博文」「シナリオ:三条和都」)
- 小学館版 学習まんが はじめての日本の歴史 (12) 近代国家への道(「総監修:山本博文」「シナリオ:三条和都」)
- 小学館版学習まんが 日本の歴史(17) アジア・太平洋戦争 昭和時代2(「監修:伊藤之雄」
- 小学館版 学習まんが人物館 伊藤博文(「監修:季武嘉也」)
- 小学館版 学習まんが人物館 渋沢栄一(「監修:老川慶喜」「シナリオ:香川まさひと」)
- 小学館版 学習まんが人物館 高杉晋作(「監修:落合弘樹」)

## 師匠
- 森田まさのり